# Jan Ghyselinck
Jan Ghyselinck (Tielt, 24 februari 1988) is een Belgisch voormalig wielrenner.
Op Ghyselincks palmares staan overwinningen in onder meer de Ronde van Vlaanderen voor beloften (2009) en de Vlaamse Pijl (2009). In 2008 werd hij derde in Luik-Bastenaken-Luik voor beloften. Hij werd nationaal kampioen tijdrijden bij de nieuwelingen in 2004, bij de junioren in 2005 en 2006 en bij de beloften in 2008.

## Belangrijkste overwinningen
2004
 Belgisch kampioen tijdrijden, Nieuwelingen
2005
1e etappe en eindklassement Ronde van Toscane, Junioren
Eindklassement Ronde van Toscane, Junioren
Ronde van Vlaanderen, Junioren
 Belgisch kampioen tijdrijden, Junioren
2006
La Bernaudeau Junior
Alpenklassieker, Junioren
 Belgisch kampioen tijdrijden, Junioren
Gent-Menen
2007
3e etappe Triptyque Ardennais
Proloog Tour des Pays de Savoie
2008
 Belgisch kampioen tijdrijden, Beloften
2009
Vlaamse Pijl
2e etappe Triptyque des Monts et Châteaux (ploegentijdrit)
Ronde van Vlaanderen, Beloften
2010
Omloop Mandel-Leie-Schelde
2014
La Polynormande

## Resultaten in voornaamste wedstrijden
| Jaar | Ronde van Italië | Ronde van Frankrijk | Ronde van Spanje |
| ---- | ---------------- | ------------------- | ---------------- |
| 2010 |                  |                     |                  |
| 2011 |                  |                     |                  |
| 2012 |                  | 152e                |                  |
| 2013 |                  |                     |                  |
| 2014 |                  |                     |                  |
| 2015 |                  |                     |                  |

| Jaar | Gent-Wevelgem | Ronde van Vlaanderen | Parijs-Roubaix | Amstel Gold Race | Luik-Bast.‑Luik | Parijs-Tours | Dwars door Vlaanderen |
| ---- | ------------- | -------------------- | -------------- | ---------------- | --------------- | ------------ | --------------------- |
| 2010 | 69e           |                      |                |                  |                 | 47e          | 82e                   |
| 2011 |               | 83e                  |                | 138e             | opgave          |              | 47e                   |
| 2012 |               |                      |                |                  |                 | opgave       | 4e                    |
| 2013 | 24e           |                      | opgave         |                  |                 |              | 29e                   |
| 2014 |               |                      |                |                  |                 | 84e          | 115e                  |
| 2015 |               |                      |                | opgave           |                 |              |                       |

## Ploegen
- 2010- Team HTC-Columbia
- 2011- HTC-High Road
- 2012- Cofidis, le Crédit en Ligne
- 2013- Cofidis, Solutions Crédits
- 2014- Wanty-Groupe Gobert
- 2015- Wanty-Groupe Gobert
- 2016- Vérandas Willems